# Dębno (powiat poznański)
Dębno – wieś w Polsce położona w województwie wielkopolskim, w powiecie poznańskim, w gminie Stęszew.
Dębno leży na Pojezierzu Poznańskim, na wschodnim brzegu jeziora Dębno, na północny wschód od Stęszewa. W sąsiedztwie przebiega droga krajowa nr 5.
W 1672 roku właścicielem Dębna był Jerzy Ostaszewski herbu Ostoja, zmarły w 1687 roku. Po jego śmierci, w tym samym 1687 roku, jego dwie bratanice, Jadwiga 1 voto Kondradzka 2 voto Bieniewska, wraz z siostrą Marcjaną Rutkowską, dziedziczące po stryju, sprzedały Dębno za 10,000 złp. Janowi Szczanieckiemu.
Pod koniec XIX wieku Dębno liczyło 15 domostw i 173 mieszkańców, z czego 161 deklarowało się jako katolicy. Kolonia Dębno liczyła wtedy 11 domostw i 125 mieszkańców. W latach 1975–1998 miejscowość należała administracyjnie do województwa poznańskiego.